# Pueri Cantores
Międzynarodowa Federacja Pueri Cantores (łac. Foederatio Internationalis Pueri Cantores) – federacja chórów młodzieżowych, pierwotnie tylko chłopięcych lub męskich i chłopięcych, obecnie także dziewczęcych i mieszanych (dziewczęco-chłopięcych), mających w swym repertuarze katolickie pieśni kościelne, nawiązując m.in. do tradycji chórów gregoriańskich.

## Historia

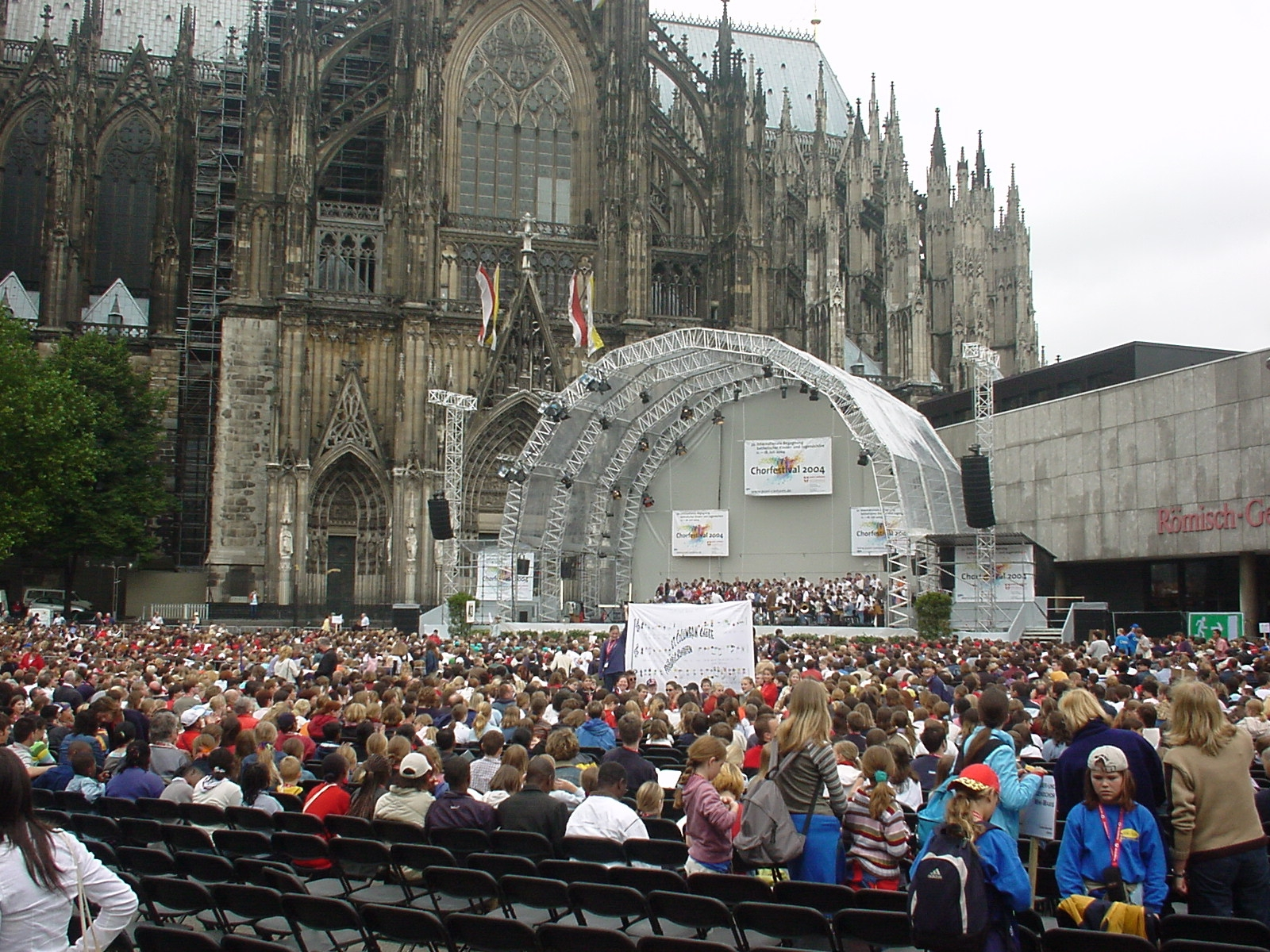
Kongres Pueri Cantores w Kolonii, 2004

Historia Federacji Pueri Cantores sięga początków XX wieku, kiedy kilku studentów pod przewodnictwem Pierre Martina i Paula Bertiera utworzyło w Paryżu stowarzyszenie skupiające chóry chłopięce ("Manecanterie") pod nazwą "Mali Śpiewacy Drewnianego Krzyża". Od roku 1924 do 1931 zespoły te odbywały podróże koncertowe po krajach Ameryki, Azji, Afryki i Europy, głosząc swoim śpiewem orędzie pokoju, szczególnie w krajach Europy dotkniętych tragicznymi skutkami I wojny światowej. Po zakończeniu II wojny światowej ruch przyjął charakter międzynarodowy. W listopadzie 1944 roku w kościele św. Eustachiusza w Paryżu odbył się koncert z udziałem ponad 300 „Małych Śpiewaków”, podczas którego obok śpiewów gregoriańskich wykonywano utwory Palestriny i Bacha. Data tego koncertu wyznacza początek działalności Międzynarodowej Federacji Pueri Cantores. W 1947 r. w Paryżu odbył się pierwszy Kongres Federacji, w którym wzięło udział 90 chórów z Francji, Tunisu, Belgii, Holandii, Kanady i Szwajcarii. Po tym Kongresie Federacja otrzymała akceptację Episkopatu Francji jako “Ruch Akcji Katolickiej dla Śpiewu Kościelnego”. Głęboką wymowę miał Kongres w 1953 r. w Kolonii, w którym uczestniczyły głównie chóry z Francji i Niemiec. Był on odebrany jako pierwszy znak chrześcijańskiego pojednania dwóch skłóconych przez wojnę narodów. Idea pokoju i pojednania między narodami jest jedną z naczelnych idei Federacji.  Jedną z form działalności Federacji Pueri Cantores są organizowane co dwa lata międzynarodowe Kongresy. Odbywały się one m.in. w Paryżu, Kolonii, Lourdes, Londynie, Tokio, Wiedniu, Brukseli, Maastricht, Salamance, Montrealu, Salzburgu, Barcelonie, Krakowie, Sztokholmie i w Rzymie.
Federację Międzynarodową tworzą 43 członkowskie Federacje Krajowe, które łącznie zrzeszają ponad 1000 chórów. Patronem organizacji jest św. Dominik Savio.

## Prezydenci Federacji
| 1944 – 1963 | ks. Ferdinand Maillet   | Francja   |
| 1963 – 1972 | ks. Fiorenzo Romita     | Włochy    |
| 1972 – 1984 | ks. Joseph Roucairol    | Francja   |
| 1984 – 1992 | Prof. Siegfried Koesler | Niemcy    |
| 1992 – 2000 | Wim Buys                | Holandia  |
| 2000 – 2009 | Josep Maria Torrents    | Katalonia |
| 2009 – 2017 | ks. Robert Tyrała       | Polska    |
| 2017 –      | Jean Henric             | Francja   |

## Polska Federacja Pueri Cantores
- Polska Federacja Pueri Cantores powstała 14 marca 1992 roku.
- Zrzesza ona 39 chórów z całej Polski.[3]
- Prezesem polskiej federacji jest ks. Wiesław Hudek
- W roku 2007 Międzynarodowy Kongres Federacji Pueri Cantores odbył się w Krakowie. Uczestniczyło w nim niemal 3 tys. młodych śpiewaków z całego świata.
- 12 lipca 2009 r. zakończył się XXXV Światowy Kongres Pueri Cantores w Sztokholmie pod hasłem Instrumenta Pacis Tuae – Instrumenty Twojego Pokoju. Wzięło w nim udział ponad 200 chórów z całego świata. Polska Federacja była 3 pod względem ilości biorących w tym wydarzeniu chórów. Jednym z naszych przedstawicieli był chór Schola Cantorum Misericordis Christi z Białej Podlaskiej, który reprezentował Polskę na Koncercie Galowym śpiewając utwór ks. Antoniego Chlondowskiego "Agnus Dei". 10 lipca 2009 r. wybrano nowego Prezydenta Międzynarodowej Federacji Pueri Cantores. Został nim Polak, ks. Robert Tyrała.[4]